# قائمة إصدارات الطوابع في أوكرانيا لسنة 2019
هذه قائمة الطوابع البريدية التي أصدرها البريد الأوكراني للتداول في عام 2019.
في الفترة من 22 يناير إلى 19 ديسمبر 2019، أصدر 85 طابعًا بريديًا، شملت 85 الطوابع التذكارية، غطت الطوابع التذكارية ذكرى التواريخ المهمة والأحداث وذكرى الشخصيات الثقافية البارزة وغيرها، ولم يصدر أي طابع من الطوابع القياسية (الدائمة).
وقد كانت الطوابع بالفئات التالية:
- 8.00 هريفنا
- 10.00 هريفنا
- 15.00 هريفنا
- 30.00 هريفنا

بالإضافة إلى طوابع من فئات بالحروف «V» و«Z» وليس قيمة رقمية. هذه الطوابع التي كانت ضمن إصدارات طوابع بريدية أوكرانية حملت قيمًا على شكل حروف من الأبجدية الأوكرانية، كان هذا يشير إلى نظام مؤقت للقيمة بسبب التضخم المفرط الذي كانت تعاني منه البلاد منذ أوائل التسعينيات بعد انهيار الاتحاد السوفيتي. فعوضا عن الأرقام التي تحدد قيمة الطابع برقم معين (مثل 10 أو 50 كوبيك)، فقد استعملت حروف أوكرانية أو لاتينية، وهذا بسبب أن القيم متغيرة وأن هذه الحروف لم تكن تمثل قيمة ثابتة بالمعنى التقليدي. بدلاً من ذلك، كانت تمثل فئة سعرية أو تعرفة بريدية محددة في ذلك الوقت.
وهكذا فقد كان يصدر تعديل دوري نظرًا للتضخم السريع، وقد كانت قيمة هذه الفئات السعرية التي تمثلها الحروف تتغير دوريا (أسبوعيًا في بعض الأحيان) لمواكبة تقلبات سعر الصرف مقابل الدولار الأمريكي وتكاليف البريد المتزايدة. كذلك كان استخدام الحروف أسهل وأسرع من إعادة طباعة طوابع جديدة بأرقام مختلفة كل فترة قصيرة، وكان يعلن عن قيمة كل حرف بالعملة المحلية (الكاربوفانيتس الأوكراني ثم الهريفنيا الأوكرانية) دوريا. مثلا قد يمثل الطابع الذي يحمل الحرف "А" قيمة معينة للرسائل المحلية العادية، بينما يمثل الطابع الذي يحمل الحرف "Б" قيمة أعلى للرسائل المسجلة أو المرسلة إلى وجهات أبعد.
استخدم هذا النظام بين عامي 1994 و1996 حتى استقر الوضع الاقتصادي وأدخلت العملة الوطنية الجديدة، (الهريفنيا الأوكرانية) (₴)، في عام 1996. بعد ذلك، بدأت الطوابع تحمل قيمًا رقمية ثابتة بالهريفنيا والكوبيك (الوحدة الأصغر للهريفنيا). وأعيد استخدام هذه النظام لاحقا في الإصدارات اللاحقة.
لذلك، فإن الحروف الأوكرانية على طوابع لم تكن مجرد رموز عشوائية، بل كانت نظامًا عمليًا مؤقتًا لتحديد قيمة الطوابع في ظل الظروف الاقتصادية الصعبة التي مرت بها أوكرانيا في تلك الفترة.
طُبعت كل الطوابع في مؤسسة "دار الطباعة الأوكراني" المملوكة للدولة.

## قائمة الطوابع التذكارية
| التسلسل في الكتالوج                                    | الصورة                                               | الوصف والمصادر | القيمة           | تاريخ طرحها للتداول | كمية الإصدار | المصمم                          |
| ------------------------------------------------------ | ---------------------------------------------------- | --- | ---------------- | ------------------- | ------------ | ------------------------------- |
| رقم 1718                                               |                                                      | طابع «100 عام على إعلان قانون توحيد جمهورية أوكرانيا الشعبية وجمهورية غرب أوكرانيا الشعبية» | 8,00 هريفنا      | 22 يناير 2019 م     | 130٬000      | أولغا فرمنتش                    |
| ورقة طوابع تذكارية В_169: (رقم 1719)                   |                                                      | ورقة طوابع تذكارية تضم طابعا واحدا: «كيميريون. العصور التاريخية في أوكرانيا»: - رقم 1719 «قبائل بدوية من الفرسان المحاربين» | 30,00 هريفنا     | 27 فبراير 2019 م    | 30٬000       | التوأمان سيرجي وأوليكسندر خاروك |
| رقم 1720 رقم 1721 رقم 1722 رقم 1723                    |                                                      | سلسلة طوابع «حب — це…»: - "الحب هو... إهداء أغنية لها" - "الحب هو... أن نقدم له البيروغة" - "الحب هو... إرواء عطشه" - "الحب هو... إهداؤها الزهور" | 8,00 هريفنا      | 6 مارس 2019 م       | 30٬000       | المبدع: بوهدان سافليوك          |
| رقم 1724                                               |                                                      | طابع «70 عامًا على تأسيس مجلس أوروبا (حقوقنا، حرياتنا، أوروبا الخاصة بنا)» | 8,00 هريفنا      | 15 مارس 2019 م      | 130٬000      | لا توجد بيانات                  |
| رقم 1725                                               |                                                      | طابع «المحكمة الأوروبية لحقوق الإنسان» | 8,00 هريفنا      | 15 مارس 2019 م      | 130٬000      | لا توجد بيانات                  |
| رقم 1726                                               |                                                      | طابع «ألكسندر فيرتينسكي. 1889—1957» | 8,00 هريفنا      | 21 مارس 2019 م      | 130٬000      | فاسيل فاسيلنكو                  |
| رقم 1727                                               |                                                      | سلسلة «الأقليات القومية في أوكرانيا. يونانيون»: - طابع «كنيسة القديس يوحنا المعمدان في كرج في شبه جزيرة القرم» | 8,00 هريفنا      | 22 مارس 2019 م      | 130٬000      | ميكولا سافوفيتش كوتشوبي         |
| رقم 1728                                               |                                                      | سلسلة «الأقليات القومية في أوكرانيا. يونانيون»: - طابع «عيد القيامة» | 8,00 هريفنا      | 22 مارس 2019 م      | 130٬000      | ميكولا سافوفيتش كوتشوبي         |
| رقم 1729                                               |                                                      | سلسلة «الأقليات القومية في أوكرانيا. يونانيون»: - طابع «عجلة الغزل» | 8,00 هريفنا      | 22 مارس 2019 م      | 130٬000      | ميكولا سافوفيتش كوتشوبي         |
| رقم 1730                                               |                                                      | سلسلة «الأقليات القومية في أوكرانيا. يونانيون»: - طابع «رقصة سيرا» | 8,00 هريفنا      | 22 مارس 2019 م      | 130٬000      | ميكولا سافوفيتش كوتشوبي         |
| رقم 1731 رقم 1732 رقم 1733                             |                                                      | طوابع بريدية: «فيدير كريشيفسكي 1879—1947»: - طابع «لوحة فيدير كريشيفسكي. ثلاثية "الحياة" (الحب). 1925—1927». - طابع «لوحة فيدير كريشيفسكي. ثلاثية "الحياة" (العائلة). 1925—1927». - طابع «لوحة فيدير كريشيفسكي. ثلاثية "الحياة" (العودة). 1925—1927». | 3 х 8,00 هريفنا  | 12 أبريل 2019 م     | 130٬000      | لا توجد بيانات                  |
| رقم 1734                                               |                                                      | طابع «فاليري لوبانوفسكي. 1939—2002» | 8,00 هريفنا      | 18 أبريل 2019 م     | 130٬000      | فاسيل فاسيلنكو                  |
| رقم П-23                                               |                                                      | مشروع «الطابع الخاص»: - طابع بريدي خاص يحمل شعار البريد الأوكراني - طابع بريدي خاص لفاليري لوبانوفسكي | فئة الحرف «V»    | 19 أبريل 2019 م     | 280٬000      | لا توجد بيانات                  |
| رقم 1735—1745                                          |                                                      | ورقة طوابع صغيرة لسلسلة «الأبجدية الأوكرانية»: - «П (Півень)»: (تعني: ديك) - «С (Сорока)»: (تعني: عقعق) - «Л (Лисиця)»: (تعني: ثعلب) - «І (Індик)»: (تعني: ديك رومي) - «К (Кіт)»: (تعني: قط) - «М (Миша)»: (تعني: فأر) - «Н (Носоріг)»: (تعني: وحيد القرن) - «О (Олень)»: (تعني: أيل) - «Ї (Їжак)»: (تعني: قنفذ) - «Й (Йорж)»: (تعني: سمكة راف) - «Р (Рак)»: (تعني: سرطان)                  | 11 × 8,00 هريفنا | 26 أبريل 2019 م     | 35٬000       | كوست لافرو                      |
| رقم 1746                                               |                                                      | طابع «كعكة كييف» | 10,00 هريفنا     | 17 مايو 2019 م      | 130٬000      | يوليكا برافدوخينا               |
| رقم 1747                                               |                                                      | طابع «أوروبا. لقلق أبيض (Ciconia ciconia)» | فئة الحرف «Z»    | 22 مايو 2019 م      | 130٬000      | ناتاليا كوخال                   |
| رقم 1748                                               |                                                      | طابع «أوروبا. عندليب (Luscinia luscinia)» | فئة الحرف «Z»    | 22 مايو 2019 م      | 130٬000      | ناتاليا كوخال                   |
| رقم 1751                                               |                                                      | طابع «نصب الأمير فلاديمير. 1853. كييف» | 8,00 هريفنا      | 25 مايو 2019 م      | 130٬000      | كالميكوف أوليكساندر فيدوروفيتش  |
| ورقة طوابع تذكارية В_172: (رقم 1752—1756)              |                                                      | ورقة طوابع تذكارية: «جمال وعظمة أوكرانيا. كييف»: - رقم 1752 «كنيسة القديس أندرو، القرن الثامن عشر. كييف» - رقم 1753 «نصب بوهدان خميلينتسكي، 1888. كييف» - رقم 1754 «منظر طبيعي لكييف» - رقم 1755 «بيت الكيميرا، 1901—1903. كييف» - رقم 1756 «منحدر أندريفسكي. كييف» | 5 × 8,00 هريفنا  | 25 مايو 2019 م      | 30٬000       | كالميكوف أوليكساندر فيدوروفيتش  |
| رقم 1757                                               |                                                      | سلسلة «التشكيلات المسلحة للثورة الأوكرانية 1917-1921»: - «قواس في الجيش الاوكراني الغاليسي» | 8,00 هريفنا      | 9 يونيو 2019 م      | 130٬000      | فاليري رودنكو                   |
| رقم 1758                                               |                                                      | سلسلة «التشكيلات المسلحة للثورة الأوكرانية 1917-1921»: - «مقاتل من فوج القوزاق السود» | 8,00 هريفنا      | 9 يونيو 2019 م      | 130٬000      | فاليري رودنكو                   |
| رقم 1759                                               |                                                      | طابع «المجد لأوكرانيا!» | فئة الحرف «V»    | 27 يونيو 2019 م     | 100٬000      | أولغا فرمنتش                    |
| رقم 1760                                               |                                                      | سلسلة «جمال وعظمة أوكرانيا»: - طابع «كومة ركامية، مدينة ماكيفكا» | 8,00 هريفنا      | 5 يوليو 2019 م      | 130٬000      | كالميكوف أوليكساندر فيدوروفيتش  |
| ورقة طوابع تذكارية В_173 (رقم 1761—1764)               |                                                      | سلسلة «جمال وعظمة أوكرانيا: ورقة طوابع تذكارية: مقاطعة دونيتسك»: - دير رقاد السيدة في الجبال المقدسة في سفياتوهيرسك - محمية القبور الحجرية في قرية نزاريفكا (مقاطعة دونيتسك) [خطأ: تحقق من وسيط ورمز اللغة] - منارة بيلوساري - كومة ركامية في كوراخيفكا | 4 × 8,00 هريفنا  | 5 يوليو 2019 م      | 30٬000       | كالميكوف أوليكساندر فيدوروفيتش  |
| ورقة طوابع تذكارية В_174 (رقم 1765—1766)               |                                                      | ورقة طوابع تذكارية «ذكرى 100 عام على تأسيس استوديو أوديسا السينمائي»: - بوابة الدخول - الجناح الأول | 2 × 15,00 هريفنا | 19 يوليو 2019 م     | 35٬000       | إيرينا ميدفيدوفسكا              |
| ورقة طوابع تذكارية В_175 (رقم 1767—1771)               |                                                      | ورقة طوابع تذكارية «منتزه مزين الوطني الطبيعي»: - وقواق شائع (Cuculus canorus) - يحمور أوروبي (Capreolus capreolus) - زهرة الأهوار الدرعية (Nymphoides peltatum) - سفاطة طاغية (Callimorpha dominula) - ذئب رمادي (Canis lupus L.) | 5 × 8,00 هريفنا  | 27 يوليو 2019 م     | 35٬000       | ناتاليا كوخال                   |
| رقم 1772                                               |                                                      | طابع «بانتيليمون كوليش (1819—1897)» | 8,00 هريفنا      | 2 أغسطس 2019 م      | 130٬000      | ميكولا سافوفيتش كوتشوبي         |
| رقم 1773                                               |                                                      | طابع «كاتدرائية القديسة صوفيا» | 10,00 هريفنا     | 20 أغسطس 2019 م     | 130٬000      | التوأمان سيرجي وأوليكسندر خاروك |
| رقم 1774                                               |                                                      | سلسلة «التطريز الأوكراني — رمز الدولة»: - «قطعة من قميص. مقاطعة تشيرنيفتسي» | 8,00 هريفنا      | 23 أغسطس 2019 م     | 140٬000      | لا توجد بيانات                  |
| رقم 1775                                               |                                                      | سلسلة «التطريز الأوكراني — رمز الدولة»: - «قطعة من قميص. مقاطعة تشيركاسي» | 8,00 هريفنا      | 23 أغسطس 2019 م     | 140٬000      | لا توجد بيانات                  |
| رقم 1776                                               |                                                      | سلسلة «التطريز الأوكراني — رمز الدولة»: - «قطعة من قميص. مقاطعة فولين» | 15,00 هريفنا     | 23 أغسطس 2019 م     | 140٬000      | لا توجد بيانات                  |
| رقم 1777                                               |                                                      | سلسلة «التطريز الأوكراني — رمز الدولة»: - «قطعة من قميص. مقاطعة تشرنيهيف» | 15,00 هريفنا     | 23 أغسطس 2019 م     | 140٬000      | لا توجد بيانات                  |
| رقم 1778                                               |                                                      | طابع «والدة المسيح لفلاديمير» | 10,00 هريفنا     | 28 أغسطس 2019 م     | 130٬000      | التوأمان سيرجي وأوليكسندر خاروك |
| رقم П-24                                               |                                                      | مشروع «الطابع الخاص»: - طابع بريدي خاص يحمل شعار "البريد الأوكراني". | فئة الحرف «V»    | 10 سبتمبر 2019 م    | 130٬000      | لا توجد بيانات                  |
| رقم 1779                                               |                                                      | طابع «ذكرى مرور 1000 عام منذ بدء حكم ياروسلاف الحكيم» | 10,00 هريفنا     | 20 سبتمبر 2019 م    | 130٬000      | ميكولا سافوفيتش كوتشوبي         |
| رقم 1780                                               |                                                      | طابع «ذكرى 145 سنة على تأسيس الاتحاد البريدي العالمي» (إصدار عالمي مشترك) | فئة الحرف «Z»    | 8 أكتوبر 2019 م     | 130٬000      | الاتحاد البريدي العالمي         |
| رقم 1781                                               |                                                      | طابع «فلم الصقر الصاعد» | 8,00 هريفنا      | 10 أكتوبر 2019 م    | 130٬000      | لا توجد بيانات                  |
| ورقة طوابع تذكارية В_176: (رقم 1782 رقم 1783 رقم 1784) |                                                      | ورقة طوابع تذكارية تضم 3 طوابع ضمن سلسلة «عائلات مجيدة من أوكرانيا» رقم 176 «بيت غالاغان (Q4132166)»: - رقم 1782 «شعار عائلة غالاغان» - رقم 1782 «مجلس بافلا غالاغان» - رقم 1782 «هريهوري غالاغان» | 10,00 هريفنا     | 10 أكتوبر 2019 م    | 30٬000       | تاران فولوديمير فاسيليفيتش      |
| رقم 1785                                               |                                                      | سلسلة «جمال وعظمة أوكرانيا»: - طابع «رئيس الملائكة ميخائيل (فسيفساء). كييف» | 8,00 هريفنا      | 6 نوفمبر 2019 م     | 130٬000      | لا توجد بيانات                  |
| رقم 1786                                               |                                                      | طابع «ستينيون. إيفان سفيتليتشني (1929—1992)» | 8,00 هريفنا      | 22 نوفمبر 2019 م    | 130٬000      | فاسيل فاسيلنكو                  |
| ورقة طوابع تذكارية ? (رقم 1787—1794)                   | رقم 1787 · رقم 1789 · رقم 1790 · رقم 1792 · رقم 1794 | ورقة طوابع تذكارية سلسلة «كتاب تشيرفونا في أوكرانيا. أسماك المياه العذبة»: - «راف الدونتس (Gymnocephalus acerinus)». - «حفش ألماني (Acipenser ruthenus)». - «دوع أحمر (Carassius carassius)». - «سمكة الدانوب الطويلة (Romanogobio uranoscopus)». - «بني فيستولا (Barbus waleckii)». - «بربوط (Lota lota)». - «مينو البحيرة (Rhynchocypris percnurus)». - «ستربر الدانوب (Zingel streber)». | 8,00 هريفنا      | 17 ديسمبر 2019 م    | 35٬000       | ناتاليا كوخال                   |
| ورقة طوابع تذكارية ? (رقم 1795—1799)                   |                                                      | ورقة طوابع تذكارية لسلسلة القديسين المرحين!": - «القديس نيكولاس». - «عيد الميلاد». - «رأس السنة». - «مالانكا». - «مهرجان نهر الأردن». | فئة الحرف «V»    | 18 ديسمبر 2019 م    | 50٬000       | آنا منصورورفا                   |
| ورقة طوابع تذكارية В_177 (رقم 1800—1803)               |                                                      | ورقة طوابع تذكارية «جمال وعظمة أوكرانيا. مقاطعة لفيف»: - «فيكتور جماك. منظر لكنيسة الدومينيكان - «قلعة سفيرز» - «قلعة كريفكا» - «شلال كانيامكا» | 4 × 8,00 هريفنا  | 19 ديسمبر 2019 م    | 30٬000       | كالميكوف أوليكساندر فيدوروفيتش  |
| رقم 1804                                               |                                                      | سلسلة «جمال وعظمة أوكرانيا»: - طابع «م. كيسيلوف، قبل المطر، لفيف» | فئة الحرف «V»    | 19 ديسمبر 2019 م    | 130٬000      | كالميكوف أوليكساندر فيدوروفيتش  |

## أغلفة أول يوم
| التسلسل في الكتالوج | الصورة | الصورة | الوصف والمصدر                   | تاريخ طرحها للتداول | كيمة الإصدار | المصمم                          |  |                                                                                      |                 |  |              |
| ------------------- | ------ | ------ | ------------------------------- | ------------------- | ------------ | ------------------------------- |  | ------------------------------------------------------------------------------------ | --------------- |  | ------------ |
| التسلسل في الكتالوج |        |        | الوصف والمصدر                   | تاريخ طرحها للتداول | كيمة الإصدار | المصمم                          |  | 100 عام على إعلان قانون توحيد جمهورية أوكرانيا الشعبية وجمهورية غرب أوكرانيا الشعبية | 22 يناير 2019 م |  | أولغا فرمنتش |
|                     |        |        | كيميريون                        | 27 فبراير 2019 م    |              | التوأمان سيرجي وأوليكسندر خاروك |  |                                                                                      |                 |  |              |
|                     |        |        | فاليري لوبانوفسكي. 1939—2002    | 18 أبريل 2019 م     | 2 000        | فاسيل فاسيلنكو                  |  |                                                                                      |                 |  |              |
| رقم КПД 721         |        |        | «فلم الصقر الصاعد»              | 9 أكتوبر 2019 م     | 2 300        | لا توجد بيانات                  |  |                                                                                      |                 |  |              |
| رقم КПД 722         |        |        | بيت غالاغان (Q4132166)          | 10 أكتوبر 2019 م    | 2 300        | تاران فولوديمير فاسيليفيتش      |  |                                                                                      |                 |  |              |
| رقم КПД 704         |        |        | رئيس الملائكة ميخائيل (فسيفساء) | 6 نوفمبر 2019 م     | 3 000        | كالميكوف أوليكساندر فيدوروفيتش  |  |                                                                                      |                 |  |              |
| رقم КПД 723         |        |        | إيفان سفيتليتشني (1929—1992)    | 22 نوفمبر 2019 م    | 2 000        | فاسيل فاسيلنكو                  |  |                                                                                      |                 |  |              |

## التعليقات
1. 1 2 3 4 5 6 7 8 9 10 11  الاسم الكامل للمؤلف غير مدرج في المصدر المعتمد.
2. ↑  1في 19 أبريل 2019، طرح طابع البريد الشخصي "الطابع الخاص" رقم П-23 مع ملصقة للتداول ونقله إلى فئة المنتجات البريدية (القسيمة مخصصة لطباعة المواضيع التي يطلبها المواطنون أو المنظمات).[10]
  - التسلسل في فهرس الطوابع هو رقم П-23
  - تتوافق فئة الحرف "V" مع التعرفة لإرسال رسالة بسيطة غير ذات أولوية يصل وزنها إلى 50 غرامًا داخل أوكرانيا (بحسب ديسمبر 2019 - 8.00 هريفنا أوكرانية.[11])
  - عدد الطوابع لكل ورقة: 28 (7 × 4)، قسائم طباعة الصور: 28.
  - مقاسات الطابع — 29,58×10,44 ملم.
  - مقاسات الملصقة — 29,58×31,32 ملم.
  - مقاسات ورقة الطوابع — 219×184 ملم.
  - كمية الإصدار — 280 000 نسخة.
  - طوابع - متعددة الألوان؛ طريقة الطباعة — أوفست.
  - طُبعت كل الطوابع في مؤسسة "دار الطباعة الأوكراني" المملوكة للدولة. توجد 4 أوراق طوابع صغيرة في كل ورقة مطبوعة.
3. ↑  في 19 أبريل 2019، طرحت للتداول ونقلت إلى فئة المنتجات البريدية.
4. ↑  سلسلة «التشكيلات المسلحة للثورة الأوكرانية 1917-1921»: طابع «قواس الجيش الاوكراني الغاليسي».
التشكيلات المسلحة للثورة الأوكرانية (1917-1921)، "الجيش الاوكراني الغاليسي - القوات المسلحة لجمهورية غرب أوكرانيا الشعبية. بدأ تأسيسها في نوفمبر 1918 للدفاع عن جمهورية غرب أوكرانيا الشعبية في الحرب مع البولنديين. اعتمد الجيش الاوكراني الغاليسي على رماة سيش أوكرانيين، بالإضافة إلى المتطوعين. كان هجوم تشورتكيف[الإنجليزية] (7-28 يونيو 1919) أنجح عملية هجومية للجيش الاوكراني الغاليسي. خلال الهجوم المضاد، صدّ الجيش الأوكراني القوات البولندية من قرب تشورتكيف إلى زولوتشيف وبرودي. شنّت هذه العملية العسكرية ضد قوات معادية متفوقة في ظل نقص في الذخيرة والاحتياطيات الاستراتيجية، فكانت نقطة مهمة في تاريخ الثورة الأوكرانية (1917-1921).
  - رقم الفهرس: 1757
  - القيمة الاسمية – 8,00 هريفنا أوكرانية.
  - أبعاد الطابع – 28 × 40 ملم.
  - أبعاد ورقة الطوابع الصغيرة – 110 × 160 ملم.
  - عدد الطوابع لكل ورقة – 9 (3 × 3).
  - كمية الإصدار — 130000 طابع بريدي.
  - طبع الرمز الشريطي على هوامش ورقة الطوابع – 4823027145747. نائب 19-3206. بتاريخ 02 أبريل 2019.
  - رقم كل ورقة طابع في الورقة المطبوعة – 9.
  - الطوابع متعددة الألوان؛ طريقة الطباعة – الأوفست.
  - مصمم الطوابع فاليري رودينكو.
5. ↑  سلسلة «التشكيلات المسلحة للثورة الأوكرانية 1917-1921»: طابع «مقاتل من فوج القوزاق السود».
«التشكيلات المسلحة للثورة الأوكرانية 1917-1921، "فوج سلاح الفرسان القوزاقي الأسود هو وحدة أسطورية من جيش الشعب الأوكراني[الإنجليزية]. بدأ تشكيله في ديسمبر 1918 على أساس سرية سلاح الفرسان التابعة الفوج الثاني من فرقة زاباروجيا المنفصلة[الأوكرانية]"، "خلال عام 1919، شارك القوزاق السود بنشاط في الحرب مع البلاشفة والحرس الأبيض. لقد أصبحوا أحد القوات الرئيسية في الحملة الشتوية الأولى لجيش جمهورية أوكرانيا الشعبية للمقاومة[الإنجليزية] (6 ديسمبر 1919 - 5 مايو 1920). خلال هذه الغارة العسكرية الرائعة، شقت قوات الأمم المتحدة طريقها لمسافة 2500 كيلومتر خلف مؤخرة "الحمر" و"البيض". منذ أغسطس 2017، أصبح اسم وحدة جيش جمهورية أوكرانيا الاشتراكية السوفيتية هو اللواء الميكانيكي المنفصل 72 المسمى على اسم الزابوروجيين السود[الإنجليزية]».
  - رقم الفهرس 1758
  - القيمة الاسمية – 8,00 هريفنا أوكرانية.
  - أبعاد ورقة الطوابع الصغيرة – 110 × 160 ملم.
  - عدد الطوابع لكل ورقة – 9 (3 × 3).
  - كمية الإصدار – 130000 طابع بريدي.
  - طبع الرمز الشريطي على هوامش ورقة الطوابع – 4823027145730. نائب 19-3207.  02 أبريل 2019.
  - رقم كل ورقة طابع في الورقة المطبوعة – 9.
  - الطوابع متعددة الألوان؛ طريقة الطباعة – الأوفست.
  - مصمم الطوابع فاليري رودينكو.
6. ↑  في 10 سبتمبر 2019، تم طرح طابع البريد الشخصي "الطابع الخاص" رقم П-24 مع قسيمة للتداول ونقله إلى فئة المنتجات البريدية (القسيمة مخصصة لطباعة المواضيع التي يطلبها المواطنون أو المنظمات).[24]
  - تسلسل الفهرس رقم П-24
  - فئة الحرف «V» يتوافق مع التعريفة لإرسال رسالة بسيطة غير ذات أولوية يصل وزنها إلى 50 غرامًا داخل أوكرانيا (يحسب ديسمبر 2019) - 8.00 هريفنا أوكرانية.[11])
  - عدد الطوابع في الورقة الواحدة 9 (3 × 3)، وعدد القسائم لطباعة الصورة 9.
  - أبعاد الطابع — 29,58 × 10,44 ملم.
  - أبعاد الملصقة — 29,58 × 31,32 ملم.
  - أبعاد ورقة الطوابع الصغيرة — 220 × 154 ملم.
  - كمية الإصدار — 130000 طابع بريدي.
  - طوابع - متعددة الألوان؛ طريقة الطباعة — أوفست.
  - طُبعت كل الطوابع في مؤسسة "دار الطباعة الأوكراني" المملوكة للدولة. توجد 4 أوراق طوابع صغيرة في كل ورقة مطبوعة.
7. ↑  طرحت للتداول في 10 سبتمبر 2019، ونقلت إلى فئة المنتجات البريدية.
8. ↑  يبلغ حجم تداول الطوابع البريدية 35000 عينة (بما في ذلك العينات غير المثقبة - 5000 عينة في كتيبات مرقمة لتأمين اشتراكات فلاسنيك وتعزيز أنشطة التداول البريدي).).

## روابط خارجية
- "Каталог марок України: 2019". КМД УДППЗ «Укрпошта» (بالأوكرانية). pm.ukrposhta.ua. Archived from the original on 2019-01-28. Retrieved 2020-11-20. {{استشهاد ويب}}: |archive-date= / |archive-url= timestamp mismatch (help) and تجاهل المحلل الوسيط |deadlink= لأنه غير معروف، ويقترح استخدام |url-status= (help) (بالأوكرانية)
- Марки Украины 2019 год نسخة محفوظة 31 травня 2019 على موقع واي باك مشين. (بالروسية)